# Мостин, Саманта
Саманта Джой Мостин (англ. Samantha Joy Mostyn; род. 13 сентября 1965, Канберра) — австралийская бизнесвумен и адвокат, 28-й генерал-губернатор Австралии с 1 июля 2024 года.

## Биография

### Ранние годы и образование
Мостин родилась 13 сентября 1965 года в Канберре. Её отец, армейский полковник, окончил Королевский военный колледж в Дантруне и прослужил почти четыре десятилетия. Хотя она провела большую часть своих ранних лет в Канберре, будучи дочерью военного, ей приходилось много путешествовать, в том числе два года прожила в Аделаиде с бабушкой, пока её отец был во Вьетнаме. Она также жила в Мельбурне, США и Канаде.
В детстве она занималась многими видами спорта и особенно любила смотреть австралийский футбол, хотя у неё не было возможности играть самой.
Получила степени бакалавра искусства и права в Австралийском национальном университете (1986 и 1989 соответственно). Она проводила исследования для местного главного судьи Рона Кэхилла, который был «ярым» сторонником футбольного клуба «Коллингвуд», когда она была студенткой.

### Личная жизнь
Замужем за адвокатом Саймоном Беккетом из юридической конторы Maurice Byers Chambers в Сиднее и имеет дочь.

### Карьера
Мостин занимает множество неисполнительных должностей в компаниях, государственном и частном секторах. Она работает адвокатом по вопросам, связанным с изменением климата, гендерным равенством, примирением с коренными народами и экологической устойчивостью. Её работа включает в себя роли в бизнес-стратегии, человеческих ресурсах, изменении культуры, управлении рисками и взаимодействии с сообществом.
В 2022 году правительство нового премьер-министра Энтони Албанизе назначило её председателем рабочей группы по экономическому равенству женщин. В 2023 году эта рабочая группа рекомендовала продлить оплачиваемый отпуск по уходу за ребёнком до одного года.

### Генерал-губернатор Австралии
3 апреля 2024 года премьер-министр Энтони Албанизе объявил о назначении Саманты Мостин генерал-губернатором королём Карлом III по его рекомендации. Она вторая женщина, занявшая этот пост, после Квентин Брайс.
Это заявление в целом было хорошо воспринято, в том числе её коллегами, лидером либеральной оппозиции Питером Даттоном, несколькими организациями по защите прав женщин и Ассоциацией ветеранов Австралии во Вьетнаме. Однако это назначение подверглось критике со стороны правых политических деятелей и представителей средств массовой информации за её позицию по некоторым политическим вопросам, в частности за её несогласие с Днём Австралии и её поддержку лагеря «да» на конституционном референдуме в Австралии 2023 года.
Мостина вступила в должность 1 июля 2024 года, сменив Дэвида Хёрли.